# Eperrais
Eperrais ist eine Ortschaft und eine Commune déléguée in der französischen Gemeinde Belforêt-en-Perche mit 105 Einwohnern (Stand: 1. Januar 2022) im Département Orne in der Region Normandie.
Mit Wirkung vom 1. Januar 2017 wurden bisherigen Gemeinden Le Gué-de-la-Chaîne, Eperrais, Origny-le-Butin, La Perrière, Saint-Ouen-de-la-Cour und Sérigny zu einer Commune nouvelle mit dem Namen Belforêt-en-Perche zusammengeschlossen und haben in der neuen Gemeinde den Status einer Commune déléguée. Der Verwaltungssitz befindet sich im Ort Le Gué-de-la-Chaîne. Die Gemeinde Eperrais gehörte zum Arrondissement Mortagne-au-Perche und zum Kanton Ceton.

## Lage
Nachbarorte sind Le Pin-la-Garenne im Nordwesten, Mauves-sur-Huisne im Nordosten, Saint-Ouen-de-la-Cour im Osten, Saint-Martin-du-Vieux-Bellême im Süden, La Gué-de-la-Chaîne im Südwesten und Bellavilliers im Westen.

## Bevölkerungsentwicklung
| Jahr      | 1962 | 1968 | 1975 | 1982 | 1990 | 1999 | 2008 | 2015 |
| --------- | ---- | ---- | ---- | ---- | ---- | ---- | ---- | ---- |
| Einwohner | 190  | 182  | 137  | 133  | 134  | 110  | 115  | 115  |

## Sehenswürdigkeit
- Prieuré du Chênegallon, seit 1973 als Monument historique ausgewiesen

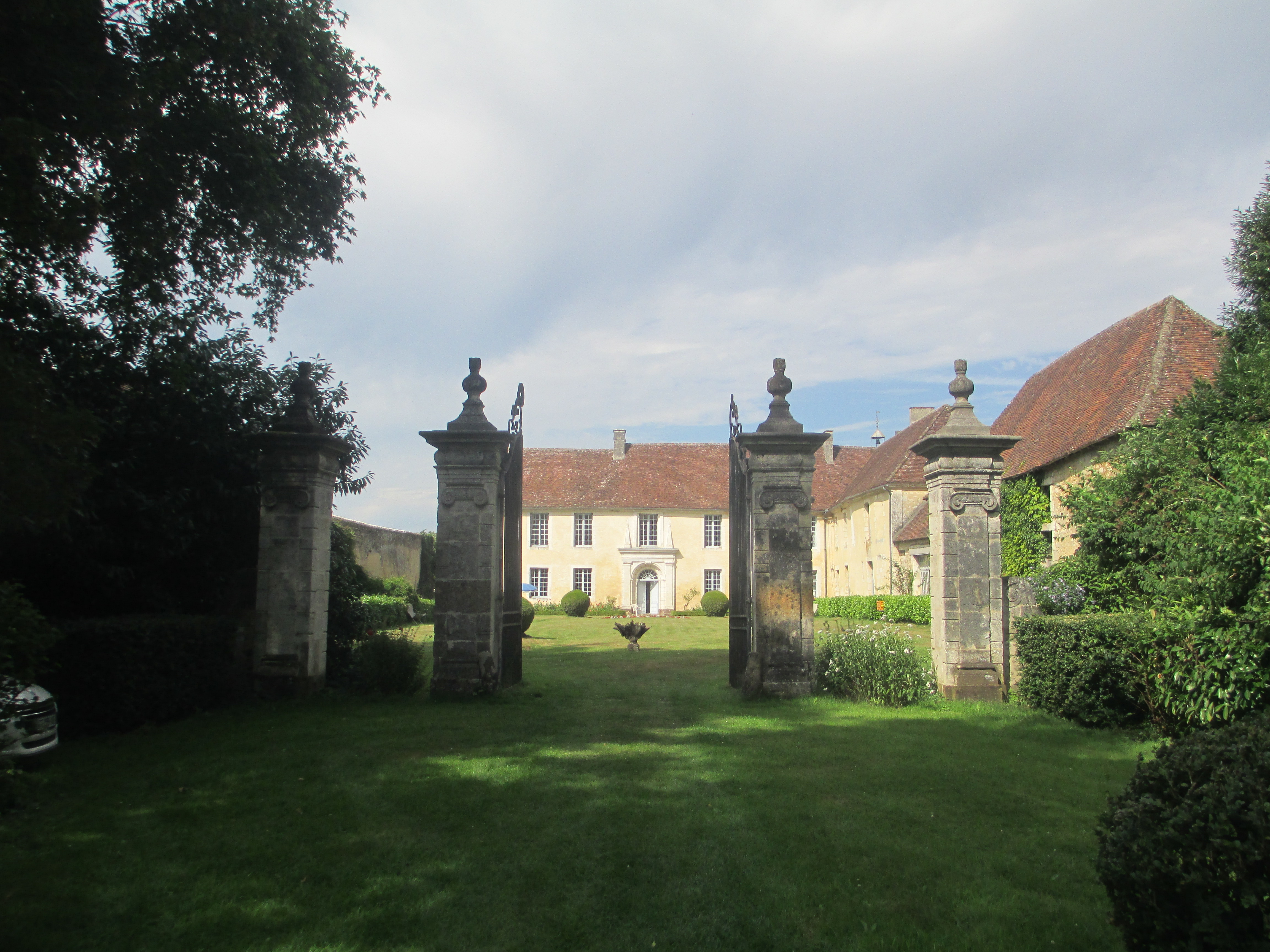
Prieuré du Chênegallon